# イデア論
イデア論（イデアろん、英: theory of Forms, theory of Ideas, 独: Ideenlehre）は、プラトンが説いたイデア（希: ιδέα、英: idea）に関する学説のこと。
本当にこの世に実在するのはイデアであって、我々が肉体的に感覚する対象や世界とはあくまでイデアの似像にすぎない、とする。

## イデア論の概要
「イデア」という語は、古代ギリシャ語の動詞「idein」（見る）に由来する。プラトンの哲学では、《idea》（イデア）と《eidos》（エイドス）は同義である。eidosというのもやはりideinに由来する言葉である。
ideaやeidosが哲学用語・専門用語として意味が固定したのは、弟子のアリストテレスが用いて以降であり、プラトン自身がそれらを専門用語として用いていたわけではなかったという。
プラトンの説には変遷が見られる。ここでは初期、中期、後期に分けて記述する。

## 初期
プラトンの初期の哲学は、ソクラテスが実践したphilosophy（愛智）を描くものであるが、その根本の動機というのは《良く生きる》ことであるということ、また愛智の目的（徳の「何であるか」の探求と学習）を明らかにしつつ、また「無知の知」を自覚させ、人間のpsyche（プシュケー、命、魂）を愛智の道の出発点に立たせようとする。
ソクラテスが倫理的な徳目について、それが《何であるか》を問い求めたわけであるが、それに示唆を得て、ソクラテスの問いに答えるような《まさに～であるもの》あるいは《～そのもの》の存在（＝イデア）を想定し、このイデアのみが知のめざすべき時空を超えた・非物体的な・永遠の実在・真実在であり、このイデア抜きにしては確実な知というのはありえない、とした。

## 中期
中期の哲学は、『メノン』で取り上げられ『パイドン』で展開される《想起》（アナムネーシス）という考え方の導入によって始まる。これは、学習というのは実は《想起》である、という説明である。つまり我々のプシュケー（魂）というのは不滅であって輪廻転生を繰り返しており、もともとは霊界にいてそこでイデアを見ていたのであって、こちらの世界へと来る時にそれを忘れてしまったが、こちらの世界で肉体を使い不完全な像を見ることによりイデアを思い出しているのだ、それが学習ということだ、という考え方である。
（この《想起》という考え方によって、プラトンは「徳とは《何であるか》という問いに答えられないし、不知な対象は探求は不可能だ」とする「探求のパラドックス」は間違っているとする。）
そしてプラトンはphilosophy（哲学）というのは、まさに《死の練習》なのであって、真の哲学者というのは、できるかぎり自分のプシュケーをその身体から分離解放し、プシュケーが純粋にそれ自体においてあるように努める者だ、とする。そして哲学者のプシュケーが知る対象として提示されるのが《イデア》である。
プシュケーの徳に関して、《美そのもの》（=美のイデア）《正そのもの》（=正のイデア）《善そのもの》（=善のイデア）などが提示されることで、愛知の道の全体像が提示される。（《善そのもの》は、「知と真実の原因」とされ、太陽にも喩えられている）。
哲学者のプシュケーが、問答法によって《善そのもの》へ向かい、それを観ずることによって、自らのうちに《知と真実》をうむこと、そして《善そのもの》を頂点としたイデアを模範とすることで、自己自身である自分のプシュケーをそのイデアの似姿として形づくること、それがプラトンの思い描いたことである。
イデアの種類には、様々な一般的な性質に対応する「大そのもの」「小そのもの」などが提示された。「単相」「純粋」といった存在論からのものや、「知られるもの」といった認識論からのものも示された。
「美そのもの」と「美しいものども」との関係は、《分有》あるいは《与り》の関係であると言われ（「イデア原因説」と呼ばれる）、
また前者が《範》であり、後者が《似像》として理解されるときは《類似》の関係だと言われる（「パラデイグマ」「範形イデア論」などと呼ばれる）。

## 後期
中期の終わり頃に位置する『パルメニデス』ではイデアの措定の困難を取り上げ、「第三人間論」などのイデア論批判を行う。それとともに想起説などが取り下げられ、後期ではイデアやエイドスは、中期のそれとは異なったものになり、分割と総合の手続きにより新たに定義される問答法で扱われる《形相》あるいは《類》として理解されるようになる。

## 後世の人々
プラトンの弟子のアリストテレスは、《形相》や《類》の分割や交わりが引き起こす「1対多問題」や、定義の「一性」問題について考察しつつ、自己の哲学を確立していった。
およそ500年後のプロティノスは、万物は一者（善のイデア）から流出したとした（→ネオプラトニズム）。
イデアが実在すると考える考えは後にidealism（観念論）と呼ばれるようになった。そして「実在論」(realism) の系譜に属する、とされるようになった。